# 革命共产主义组织
革命共产主义组织（希臘語：Επαναστατική Κομμουνιστική Οργάνωση）是希腊的一个托洛茨基主义组织。2004年，共产主义倾向成立，作为激进左翼联盟内部的反对派之一。该组织经常批评激进左翼联盟领导层和帕纳约蒂斯·拉法扎尼斯领导的“左翼纲领”。该组织的两名成员曾被选为激进左翼联盟中央委员会委员。2015年8月，该组织退出激进左翼联盟，参与组建另一个泛左翼政党人民团结；同年12月，该组织宣布支持左翼学生组织“联合独立左翼运动”。2016年，该组织退出人民团结。2023年12月，该组织改用现名。
该组织以马克思、恩格斯、列宁和托洛茨基的政治思想为指导。该组织是革命共产国际的支部。